# Landrecht
Landrecht è un comune tedesco del circondario di Steinburg, nella regione dello Schleswig-Holstein. Ha circa 140 abitanti.